# علم الدين البغدادي

علي بن إسماعيل الجوهري، المعروف بالركاب سلار. كان علمًا في العلم والذكاء والفهم، بارعًا في علم الهندسة والرياضيات. ومن ظرفاء بغداد وفضلائها، حكيم النفس فيما يعمله ويستعمله من الآلات الفلكية والملح الهندسية. وكان بأيدي الناس من عمله ومستعمله كل طرفة وتحفة ظريفة، وله شعر فائق، وأدب رائق. ذكره القفطي، وذكر من شعره قوله:
| علم الدين البغدادي | تحسن بأفعالك الصالحات ولاتعجبن بحسن بديع فحسن النساء جمال الوجوه وحسن الرجال جميل الصنيع | علم الدين البغدادي |